# 須田稔
須田 稔（すだ みのる、1931年11月5日 - ）は、日本文学研究者、アメリカ文学者。立命館大学名誉教授。専門はアフリカン・アメリカン・スタディーズ研究者。憲法9条メッセージプロジェクト共同代表。非核の政府を求める京都の会常任世話人。京都府生まれ。

## 略歴
- 1931年 - 京都府向日市で出生
- 1944年 - 京都府立第五中学校入学、京都府立桂高等学校を経て京都市立西京高等学校卒
- 1955年 - 京都大学文学部英文科卒業
- 1956年 - 京都府立鴨沂高等学校教諭、京都府立木津高等学校教諭（1964年まで）
- 1964年 - 立命館大学講師、助教授、教授（1997年まで）
- 留学渡米- 1977年度前期、1982年度前期、1985年度後期
- 1997年 - 立命館大学名誉教授
- 学会- 日本アメリカ文学会、日本英文学会、黒人研究の会

## 団体歴他
- 1959年 - 京都府立高等学校教職員組合分会長、執行委員（1964年まで）
- 1968年 - 京都教育センター事務局長（1969年まで）
- 1969年 - 立命館教職員組合執行委員長（1970年まで）
- 1970年 - 京都私学教職員組合連合初代執行委員長（1971年まで）
- 1984年 - 京都文化団体連絡協議会会長（2003年まで）

## 渡航歴
- 1970年 -ベトナム民主共和国建国25周年祝賀 日本ヴエトナム友好協会代表団副団長として訪越。
- 1997年 -国際人権活動日本委員会要請団一員としてジュネーヴの国際連合人権委員会と国際労働機関を訪問。
- 2002年 -日中国交回復30周年記念演劇人訪中団の一員として北京、西安、南京、上海で交流。
- 2007年 -招請により「韓国9条の会」出帆式に出席。

## 現在
- 憲法9条メッセージプロジェクト共同代表
- 非核の政府を求める京都の会常任世話人
- 憲法9条京都の会世話人
- 詩人尹東柱記念碑建立委員会、呼びかけ人共同代表。
- 民主府政の会宇治連絡会代表
- 京都府アジア・アフリカ・ラテンアメリカ連帯委員会代表委員

## 著書
- 『現代黒人作家選集(1)ム・ヒューズ』（昭和堂、1978年）
- 『ラングストン・ヒューズ作品集』（三友社出版、1983年）
- 『アフリカ系アメリカ人の思想と文学』（大阪教育図書、1994年）
- 『響きあう市民文化運動 - 自己実現と協同の生き方』（近代文芸社、1994年）
- 『時代の狂気にことばを紡ぐ』（文理閣、2005年）
- 『痛恨と愛惜の記』（イチダ写真製版、2010年）
- 『ため息教授 時代を斬る』（憲法9条メッセージプロジェクト、2011年）

## 論文
- 『エミリ・ディキンスンの臆病とマヤ・アンジェロウの勇気』（立命館英米文学、1999年）
- 『「受講コメント」による双方向授業の試み : 専門科目「比較文化論」の場合』（立命館教育科学研究、1997年）
- 『先住アメリカ人作家の世界』（立命館経済学、1997年）
- 『論文の社会的評価と自己評価についての覚え書き(辻善夫教授退任記念論文集)』（政策科学(別冊)、1996年）
- 『欧米人による日本語のアルファベット表記』（立命館言語文化研究、1991年）
- 『岡節三著『英訳万葉集巻第十四(東歌)』に寄せて』（立命館言語文化研究、1991年）
- 『吉本ばななの用語法をめぐって(研究ノート)カナダ先住民族の口承文芸作品』（立命館産業社会論集、1991年）
- 『メセナと文化運動の立場--企業の資質に不寛容と忍耐を(メセナ--問われる企業の姿勢<特集>)』（文化評論、1991年）
- 『文化運動考察メモ-3-』（立命館産業社会論集、1990年）
- 『文化運動考察メモ-2-』に寄せて』（立命館産業社会論集、1990年）
- 『文化運動考察メモ』（立命館産業社会論集、1990年）
- 『日本人氏名のローマ字表記に関する意識状況--拙論にたいする48氏の反応の記録(資料)』（立命館産業社会論集、1989年）
- 『ジューン・ジョーダン--怒りと愛の人民詩人 (黒人体験の歴史的意義)』（立命館大学人文科学研究所紀要、1988年）
- 『「国際化」と日本人氏名のローマ字表記--その現状・歴史・課題』（立命館産業社会論集、1988年）
- 『劇画とビデオで読むHamlet授業』（外国文学研究、1988年）
- 『留学生にたいする英語教育--授業レポート (教育特集号)』（外国文学研究、1988年）
- 『レイシズムとセクシズムの超克のダイナミックス--Dessa Rose論ノート』（外国文学研究、1988年）
- 『アリス・ウォーカーの長編小説をどう読むか--ある研究者への手紙』（外国文学研究、1986年）
- 『A Cross-cultural Harassment--The Case of the Japanese Translation of The Color Purple』（外国文学研究、1986年）
- 『英語教育の10年--産業社会学部の苦闘の足跡 (外国語教育特集)』（外国文学研究、1986年）
- 『アーノルド・ウェスカー作「商人」の竹中昌宏訳を批判する』（外国文学研究、1985年）
- 『自伝に見るアメリカ黒人の母親像 (黒人体験の諸相<特集>)』（立命館大学人文科学研究所紀要、1984年）
- 『白人作家は黒人像を描出し得たか--解明のための一つの試み』（外国文学研究、1983年）
- 『マーティン・ルーサー・キングとコミュニズム』（外国文学研究、1981年）
- 『M.L.キングとヴェトナム戦争』（立命館産業社会論集、1974年）
- 『共同化への試行--産業社会学部英語「統一テキスト」に関する報告』（外国文学研究、1974年）
- 『Cecil Brown,the Life and Loves of Mr.Jiveass Niggerの批評のためのノート』（外国文学研究、1973年）
- 『ヘンリー・ハイランド・ガーネットの生涯と思想-2-』（外国文学研究、1973年）
- 『ヘンリー・ハイランド・ガーネットの生涯と思想-1-』（外国文学研究、1973年）
- 『文学と歴史認識--「ナット・ターナーの告白」再論』（立命館産業社会論集、1972年）
- 『小説「ナット・ターナーの告白」における歴史と歴史に関する省察--スタイロン対アプシカーの論争から学ぶもの』（外国文学研究、1972年）
- 『アメリカ黒人解放運動の視点-2-』（立命館産業社会論集、1966年）
- 『アメリカ黒人解放運動の視点-1-』（立命館産業社会論集、1965年）
- 『隠遁と生命--エミリー・ディキンスンの神秘』（外国文学研究、1965年）